# Wzgórza Seelow

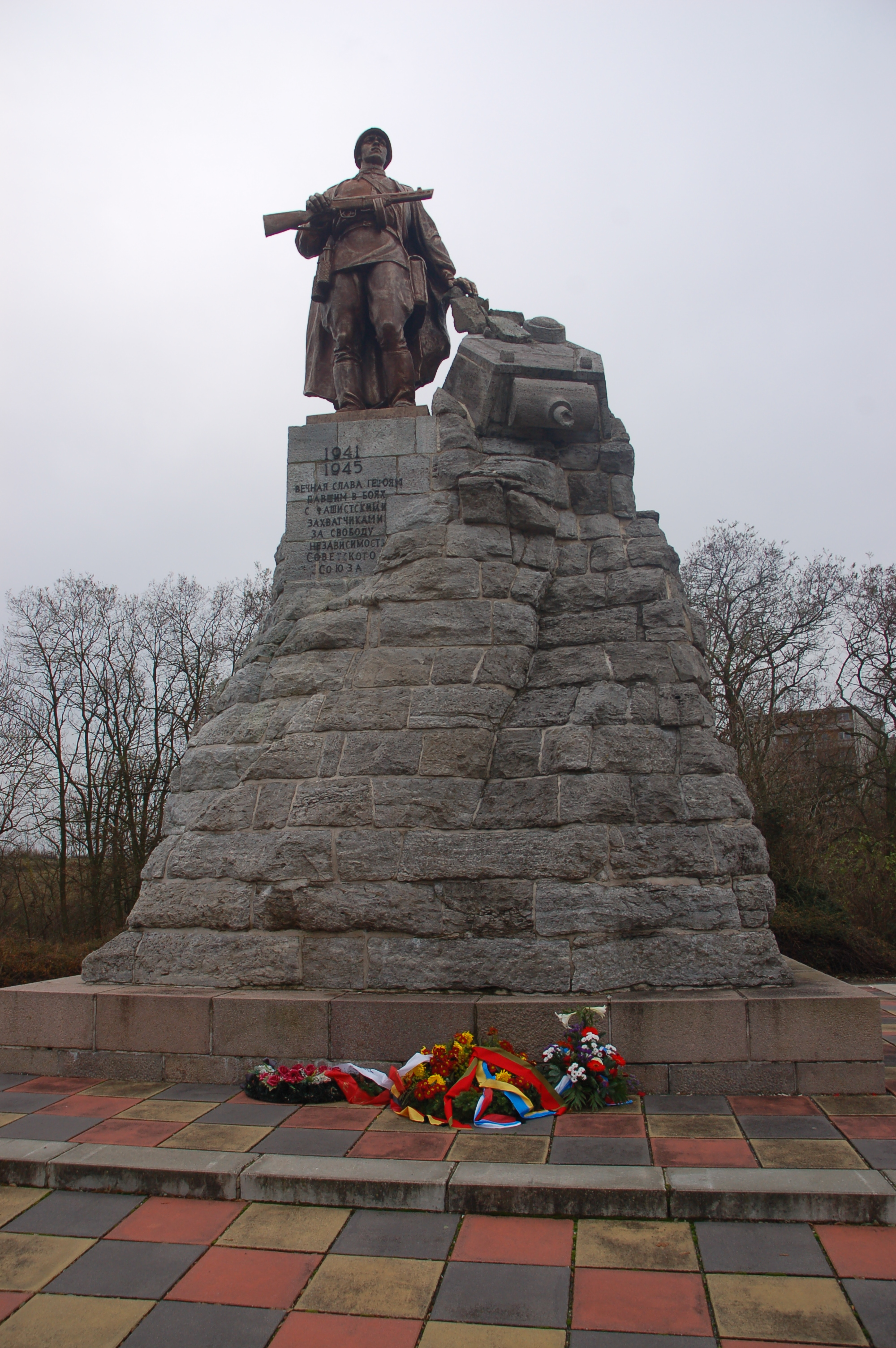
Pomnik upamiętniający bitwę o wzgórza Seelow

Wzgórza Seelow są usytuowane wokół miasta Seelow, znajdują się 90 kilometrów na wschód od Berlina i wznoszą się nad zachodnimi terenami zalewowymi Odry, która znajduje się 20 kilometrów na wschód. Wzgórza są też znane jako „brama do Berlina”, ponieważ prowadząca do Berlina główna droga ze wschodu na zachód przechodzi przez wzgórza.

## II wojna światowa
W kwietniu 1945 roku na wzgórzach toczyły się ciężkie walki pomiędzy Niemcami a Sowietami znane jako bitwa o wzgórza Seelow. Ataki Sowietów były powstrzymywane przez resztki Wehrmachtu. Po 4 dniach walk wojska radzieckie przełamały pozycje na wzgórzach Seelow i otworzyły drogę do Berlina.

## Okres powojenny
27 listopada 1945 na wzgórzach Seelow odsłonięto Pomnik upamiętniający bitwę o wzgórza Seelow. W 1972 na wzgórzach zbudowano muzeum bitwy o wzgórza Seelow. Obecnie wzgórza to wciąż miejsce aktywnego upamiętnienia. W rocznicę Dnia Zwycięstwa (9 maja), jest miejscem pamięci dla weteranów wojennych głównie z krajów byłego Związku Radzieckiego (z Rosji i Białorusi) ale także dla weteranów z Polski i Niemiec.
Od 2006 na wzgórzach odbywa się cykliczna impreza „Oldtimer- und Militärfahrzeugtreffen”.